# Moskva.FM
Moskva.fm — интернет-проект, который с августа 2007 года по май 2015 года хранил все записи всех эфиров московских радиостанций в открытом доступе и вёл непрерывный учёт ротаций музыкальных произведений.

## Возможности
На сайте можно было прослушать любую передачу, когда-либо звучавшую по радио с августа 2007 года (отдельные станции записывались с более раннего времени), а также найти 100 последних ротаций в эфире любой конкретной песни. Пользователи могли создавать свои собственные сборники песен и слушать их. Сайт использовал собственную технологию автоматического распознавания песен.

## История
В начале декабря 2007 года был открыт родственный проект, Piter.FM — версия сайта для радиоэфира Санкт-Петербурга.
22 мая 2008 года Moskva.fm стала лауреатом премии «РОТОР» в двух номинациях — «Открытие года» и «Музыкальный сайт года».
В августе 2012 года Российская академия радио заявила, что Moskva.fm нарушает авторские и смежные права. В заметке, посвященной этому заявлению, газета Ведомости пояснила, что проекты moskva.fm и piter.fm основаны Георгием Тушинским, который ранее основал AllOfMP3. Возможно, при создании moskva.fm использовалась база музыки allofmp3. Сама компания не раскрывает имена своих собственников.
С 2013 года для прослушивания записей передач необходима регистрация. Из примечательных технических особенностей сервиса Moskva.fm отмечаются экспорт статистики прослушанных композиций в Last.fm и возможность авторизации пользователей по OpenID.
18 июня 2014 года газета «Коммерсантъ» сообщила о том, что ведущая переговоры о приобретении сайтов Moskva.fm и Piter.fm компания «Виноград» решила договориться о партнёрстве с российскими радиостанциями, которых представляет рабочая группа при Российской академии радио. «Виноград» предлагает радиостанциям ежеквартальную фиксированную плату, а также «переменную часть вознаграждения» (если суммарные выплаты всем радиостанциям окажутся меньше половины выручки «Винограда» от продаж рекламы). Цена приобретения двух сайтов — $ 12 млн, одним из условий было легализация этих сайтов. Одним из основных требований радиостанций стало закрытие доступа к их архивам, на что покупатель готов пойти. При этом на сайте сохранится возможность не только прослушивания прямого эфира, но и поиска по музыкальным композициям. В середине июля стало известно об отказе «Винограда» от приобретения, так как ему не удалось договориться о легализации ресурса с владельцами радиостанций. По словам гендиректора «Европейской медиагруппы» Екатерины Тихомировой: «легализованный Moskva.fm будет с нашей же помощью развивать альтернативные нам виды бизнеса». В итоге несостоявшийся покупатель решил развивать собственный стриминговый сервиса с музыкой и клипами — Vinograd.fm.
Весной 2015 года все архивы радиостанций, записанные раньше 2014 года, стали недоступны для прослушивания: при попытке их воспроизведения проигрывался аудиоролик, сообщавший о профилактике, проводящейся в данный момент на серверах интернет-портала.
30 апреля 2015 года сайт пошёл навстречу правообладателям, оставив доступным только прослушивание прямого эфира радиостанций. Пользователям был закрыт доступ к архивам радиостанций (действующих и закрытых). Менеджер по развитию проекта Moskva.fm Александр Смирнов указал на связь отказа от архива со вступившими 1 мая в силу изменениями в антипиратском законодательстве. Администрация сервиса Moskva.fm в настоящее время не определилась, будет ли возвращён архив, и как в таком случае могут быть урегулированы вопросы с правообладателями.
В начале июня 2015 года был восстановлен доступ к прослушиванию архивов закрытых радиостанций. 10 ноября 2015 года сайт перешёл на новую версию с ограниченным функционалом. Был удалён раздел «Пользователи», включая все данные и комментарии, пользовательские рейтинги, разметки и плей-листы. Окончательно была удалена возможность прослушивания архивов. Кроме того, была удалена персональная сетка для каждой радиостанции, поиск песен теперь осуществляется среди всех радиостанции сразу, а дата и время поиска ограничиваются текущим днём.
В январе 2016 года Мосгорсуд по требованию радиостанции «Европа Плюс» обязал сайт Moskva.fm прекратить трансляцию её эфира. Ранее аналогичного удалось добиться медиахолдингу Krutoy Media, в мае 2015 года запретившему трансляцию станций Love Radio, «Радио Дача» и «Такси FM».
К началу 2017 года единственными функциями сайта оставались: поиск и прослушивание песен через встроенный Youtube-плеер и прослушивание прямого эфира московских FM-радиостанций. Однако из-за требований медиагрупп и их владельцев, доступными оказались только 70 % радиотрансляций, к самым популярным радиостанциям доступ был ограничен. К середине 2018 года портал окончательно исключил для посетителей возможность прослушивания прямых эфиров. Кроме того, со страниц исполнителей и аудиотреков были убраны YouTube-плееры, предоставлявшие альтернативный доступ к композициям.

## Коммерческие показатели
Moskva.fm долгое время была популярнейшим сайтом рунета, позволяющим слушать радио в сети. В начале 2014 года аудитория сайта составляла больше 2 млн посетителей в месяц, к маю она снизилась до 1 млн (к этому времени был закрыт доступ к радиоархиву без регистрации).
По данным TNS Russia, в марте 2015 года средняя дневная аудитория сайта составляла 173 600 человек в городах России с населением от 100 тыс.. На июнь 2014 года на сайте Moskva.FM — 50138 исполнителей и 243378 песен.
В декабре 2015 года аудитория составила 602 тысяч человек.